# Clube Atlético Juventus
O Clube Atlético Juventus, conhecido popularmente como Juventus ou Juventus da Mooca, é um clube desportivo, recreativo e social da cidade de São Paulo, capital do estado homônimo.
Foi fundado em 20 de abril de 1924 por membros da colônia italiana do bairro da Mooca, na zona leste de São Paulo (SP), O local abriga a sua sede social, localizada na Rua Juventus, e o seu estádio, o Conde Rodolfo Crespi. Tem como cores o grená e o branco.
É tido como um dos mais mais tradicionais da capital paulista. Suas maiores conquistas no futebol foram o Campeonato Brasileiro Série B de 1983, o Campeonato Paulista de 1934 e a Copa Paulista de 2007. Ao todo, o clube da Mooca teve uma única participação na divisão de elite do Brasileirão - levando em conta que não participou da Série A 1984 por uma manobra da CBF - 11 na Série B e 8 na Série C.
O Moleque Travesso tem muita rivalidade com o Nacional-SP que fazem o clássico "Juve-Nal". Em todas as 44 partidas disputadas, o C.A Juventus tem 24 vitórias, tem 10 empates e 10 vitórias do Nacional-SP
Tem como um dos seus maiores ídolos, ou o maior, de acordo com grande parte da torcida grená, Clóvis Nori, O reconhecimento ao "Professor" é tão grande, que sua imagem ficou imortalizada no Estádio Conde Rodolfo Crespi, representada num busto.

## História

### Primeiros anos e ingresso na APEA (1924–1929)
O clube foi fundado como um time amador em 1924 por operários da Cotonifício Rodolfo Crespi, uma fábrica de tecidos de propriedade do Conde Rodolfo Enrico Crespi, a partir da fusão do Extra São Paulo FC e do Cavalheiro Crespi FC, dois clubes de várzea da Mooca na época. Em homenagem ao empresário italiano, o novo clube foi batizado como Cotonifício Rodolfo Crespi Futebol Clube.
Filiado à Associação Paulista de Esportes Atléticos, o CR Crespi competiu em seus primeiros anos nas divisões intermediárias da entidade. Em 1929, a equipe conquistou o campeonato da Primeira Divisão da APEA — equivalente à atual Série A2 do Paulista. Com essa conquista, o clube foi convidado a integrar a Divisão Principal da APEA da temporada seguinte.

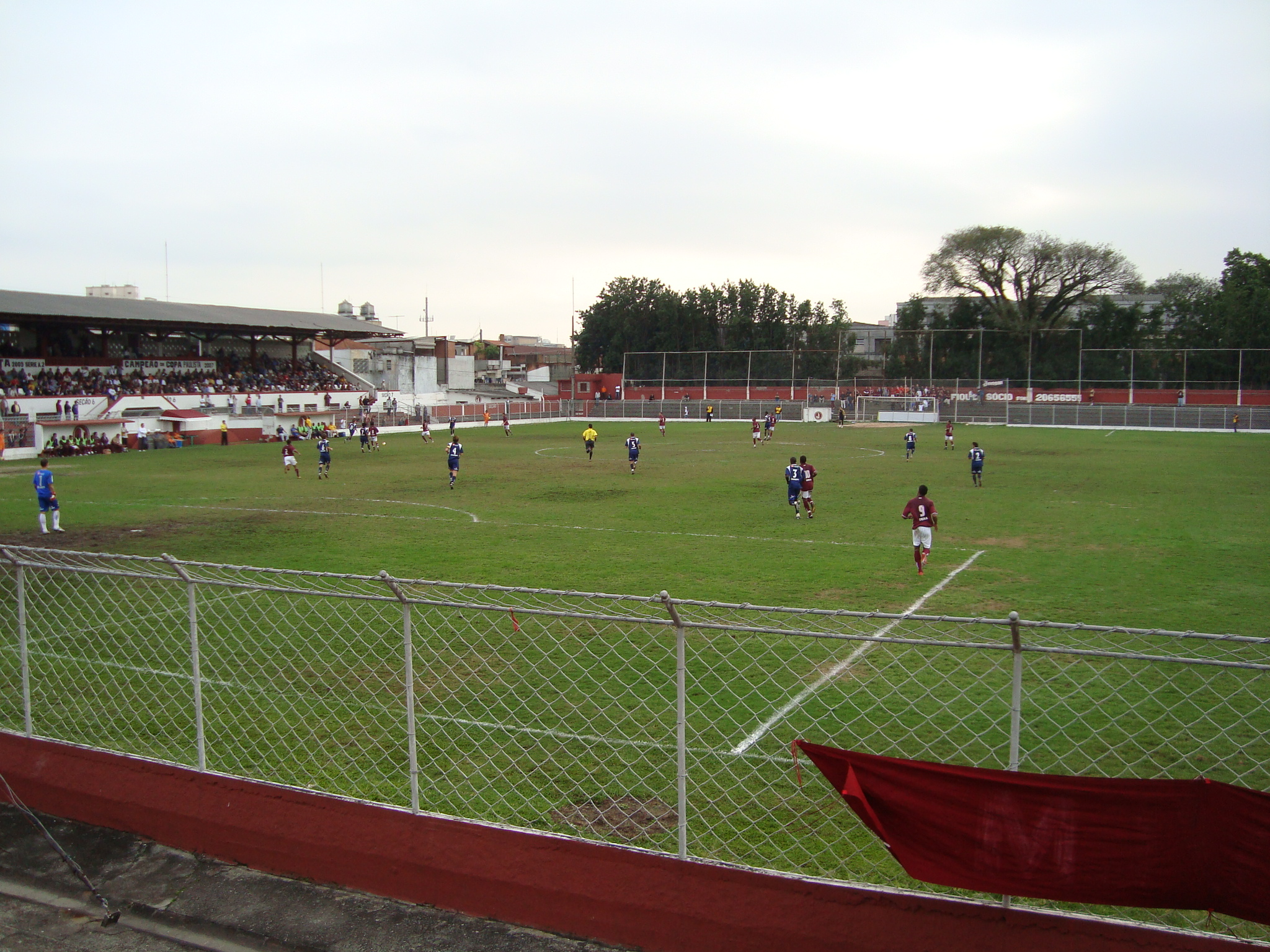
Gramado do Estádio Conde Rodolfo Crespi, o Estádio da Rua Javari.

Em 19 de fevereiro de 1930, a diretoria do CR Crespi aprovou a mudança do nome do clube que, a partir de uma sugestão do Conde Crespi, passaria a ser conhecido como Clube Atlético Juventus — em homenagem à Juventus de Turim.
Em sua estreia na Divisão Principal da APEA em 1930, o clube terminou em 10º lugar entre 14 participantes. O grande momento da temporada juventina foi a vitória por 2–1 sobre o Corinthians — então bicampeão da APEA — no Estádio Parque São Jorge. Com gols de Nico e Piola, esse triunfo imortalizou o apelido Moleque Travesso, dado pelo jornalista Tomás Mazzoni.
No campeonato da APEA de 1932, o Juventus terminou o certame na terceira colocação —somente atrás do Palestra Itália e do São Paulo. A boa campanha fez com que aquele time fosse chamado pela crônica esportiva local de Os Inesquecíveis e Máquina Juventina.
No entanto, uma vez que a APEA havia decidido se transformar em uma liga profissional a partir da temporada seguinte, o Juventus licenciou-se oficialmente da entidade.

### Título paulista de 1934 e profissionalismo (1930–1940)
Embora licenciado formalmente da APEA em 1933, o Juventus manteve-se ativo nas duas temporadas seguintes pela Federação Paulista da Football, liga dissidente que defendia o amadorismo. No entanto, como era membro da APEA, a estratégia foi atuar sob a denominação Clube Atlético Fiorentino, incluindo pequenas mudanças no esculo — que ganhou uma flor-de-lis branca —, mas mantendo a cor grená no uniforme.
Foi assim que no campeonato da FPF de 1934, a equipe sagrou-se campeã paulista. O título foi conquistado oficialmente com uma vitória por 5–3 sobre a Ponte Preta, com gols marcados por Euvaldo, Euclydes, Raul, Bellacosa, Moacyr. Ainda naquela temporada, o Fiorentino superou a Ferroviária de Pindamonhangaba, campeã amadora do interior, e se tornou campeão amador unificado da FPF.
O clube retomou suas atividades como Juventus na temporada seguinte. Após se desfiliar da APEA, o clube ingressou, à convite de Corinthians e Palestra Itália, na Liga de Futebol do Estado de São Paulo. Com isso, os juventinos aderiram formalmente ao futebol profissional. Na década seguinte, o Juventus foi um membro fundador da nova Federação Paulista de Futebol.
Em 1940, o Juventus foi um dos convidados do Torneio Início da temporada, que marcaria a abertura do novo estádio municipal no Pacaembu. Na decisão, o clube foi superado pela Portuguesa de Desportos.

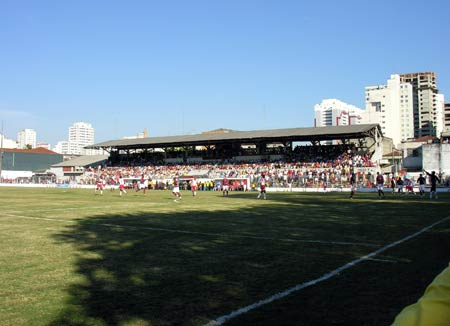
Rua Javarí, a casa do Juventus

### Saída dos Crespi e dificuldades em campo (1941–1952)
O Moleque Travesso fez campanhas apenas regulares no Campeonato Paulista ao longo da década de 1940, tendo terminado na maior parte das vezes das posições intermediárias para baixo. A melhor campanha juventina foi no Estadual de 1943, quando o time da Mooca terminou em quarto lugar.
As dificuldades em campo foram reflexo da incorporação de clubes do interior paulista na divisão de elite, o que acirrou a concorrência entre esses times e clubes pequenos da capital como o Juventus. Além disso, a partir de 1948, a FPF instituiu a promoção e rebaixamento entre suas divisões, o que colocaria pressão extra para os juventinos manterem-se na elite estadual. Já no Paulista de 1949, o clube terminou em 10º lugar entre 12 participantes, em que o último colocado era rebaixado para outra divisão.
Diante deste cenário e com os crescentes gastos para manter o departamento de futebol profissional, o presidente Adriano Crespi recebeu uma oferta da diretoria da Ponte Preta de fusão entre as duas equipes. A proposta previa que os juventinos cedessem seus jogadores aos pontepretanos, que em contrapartida assumiriam dívidas e demais funcionários do clube da Mooca. Em votação no final de 1949, o conselho deliberativo grená rejeitou a fusão por 23-10. Derrotado, Crespi afastou-se da diretoria do Juventus, colocando fim a duas décadas da sua família no comando do clube.

### Excursões internacionais e rebaixamento no Paulista (1953–1979)
Em 1953, o clube conquistou o Torneio Interestadual Jânio Quadros, competição que também reuniu Bonsucesso, Portuguesa Santista e Ypiranga. Naquele mesmo ano, o Juventus realizou sua primeira excursão internacional, tendo participado de amistosos contra clubes da Italia, Áustria, Suíça, Espanha, Suécia, Alemanha e Iugoslávia. Três anos depois, foi a vez dos juventinos excursionarem para a Argentina.
Já em âmbito interno, o Juventus manteve as dificuldades de temporadas anteriores. Após uma péssima campanha no Paulista de 1954, o clube foi rebaixado pela primeira vez. Graças a uma manobra da FPF, que aumentou o estadual de 14 para 18 equipes, o clube foi promovido através de convite da federação à divisão principal em 1956. Uma exceção no período foi a ótima campanha no Paulista de 1963, quando o Moleque Travesso terminou na quinta colocação.
Outro momento positivo foi a conquista do Torneio Classificatório do Campeonato Paulista de 1971, popularmente conhecido como “Paulistinha”, uma espécie de certamente preparatório que reunia algumas equipes do estado — embora o certame não contasse com Corinthians, Palmeiras, Portuguesa, São Paulo e Santos.
Ainda na década de 1970, o Juventus realizou duas excursões internacionais. Em 1974, ano em que completou 50 anos, o clube venceu o Torneio Internacional do Japão (Asahi International Soccer Tournament), superando a seleção japonesa e o Constanţa, da Romênia.

### A maior conquista: a Taça de Prata (1980–1992)
O Juventus viveu alguns de seus melhores momentos no futebol na primeira metade da década de 1980. Graças a boas campanhas no Campeonato Paulista, o time da Mooca pôde competir pela primeira vez em competições nacionais, como a Taça de Ouro (nome da Série A do Brasileiro à época) e Taça de Prata (precursora da atual Série B do Brasileiro). Em 1980, juventinos disputaram pela primeira vez a Taça de Prata, terminando a competição com em oitavo lugar entre 64 times. Dois anos depois, o time disputou novamente a competição, mas terminou apenas em 24º.
A ótima campanha no Campeonato Paulista de 1982, quando terminou entre os cinco melhores, garantiu uma vaga ao time grená pela primeira vez na elite do Campeonato Brasileiro de 1983. No entanto, o clube acabou em penúltimo em sua chave na primeira fase da competição e, após uma nova derrota em uma respescagem contra o Goiás, acabou sendo eliminado precocemente. Como o regulamento previa que equipes eliminadas na primeira fase da Taça de Ouro disputassem a fase final da Taça de Prata daquele mesmo ano, o Juventus ingressou diretamente nas oitavas-de-final deste campeonato. Após passar por Itumbiara, Galícia e Joinville, o Moleque Travesso chegou a final contra CSA. No primeiro jogo, 3-1 para os alagoenses no Estádio Rei Pelé. No segundo confronto, os paulistas venceram por 3-0 no Estádio Alfredo Schürig. Na partida desempate, também no campo corintiano, o Juventus venceu por 1-0 e se sagrou campeão brasileiro da segunda divisão.
Em 1986, o Juventus voltou a surpreender no cenário estadual ao terminar na sexta colocação do Campeonato Paulista daquela temporada.

### Declínio e rebaixamentos (1993–presente)
Os anos seguintes foram marcados novamente pela alternância de campanhas modestas e ruins em nível estadual. A péssima performance no Campeonato Paulista de 1993 significou o rebaixamento do clube para a Série A2. Embora tenha retornado à elite estadual em 1996, o Juventus normalmente competia para não ser rebaixado. Em nível nacional, o Juventus conquistou o vice-campeonato da Série C de 1997, o que lhe garantiu o acesso à Série B de 1998. Contudo, o Moleque Travesso fez uma campanha ruim e foi rebaixado para a Série C de 1999.
A partir da década de 2000, o Juventus voltou suas atenções ao nível estadual. Em 2002, o time grená obteve um quarto lugar no Paulista, mas o torneio não teve os principais clubes do Estado, que disputavam o Torneio Rio-São Paulo naquele ano. Em 2004, o clube foi rebaixado para a Série A2 após perder para o São Paulo por 2 a 1 com dois gols do atacante Grafite, resultado que acabou evitando o rebaixamento do Corinthians (que também havia perdido seu jogo) naquele estadual, fato esse que repercutiu muito. Em 2005, a torcida grená ainda teve um motivo para festejar, após o clube se sagrar campeão da Série A2 na final contra o Noroeste, retornando à elite do futebol paulista. Mas pelos anos seguintes, o clube experimentaria novos rebaixamentos, inclusive para a Série A3 estadual — equivalente à terceira divisão da FPF. Um último bom momento foi a conquista da Copa Paulista de 2007, título que garantiu ao clube disputar pela primeira vez a Copa do Brasil.

## Símbolos
O primeiro brasão do clube adotava as iniciais "CRC" do seu nome de fundação em preto e branco dentro de um distintivo com borda vermelha, sob detalhes tricolores na primeira versão. Esse brasão foi inovador na época, o clube adotou um novo formato e adiconou uma figura de uma bola e as letras "CRCFC". O primeiro brasão do Juventus usando um formato redondo com a letra "J" no meio foi adotado no ano de 1931, esse escudo também é o primeiro com o nome novo da equipe.
Já o emblema de 1934, constituído pela famosa Cruz de São Damião e sob o nome Fiorentino, foi o mesmo onde acabou sendo campeão do Campeonato Paulista de 1934. O brasão com a letra "J" voltou a ser adotado pela equipe no ano de 1938, com o nome do clube e o nome da cidade de São Paulo em volta. O escudo de 1954, onde a letra "J" é grená junto com a borda circular e sob um fundo branco, foi muito usado em jornais de 1954 até 1985. O escudo de 1986 é um simbolo muito parecido com o de 1954 mas, a letra "J" e a borda ficaram brancas e o fundo grená, tendo passado por uma modernização no ano de 2015.
| Evolução do escudo do Clube Atlético Juventus | Evolução do escudo do Clube Atlético Juventus | Evolução do escudo do Clube Atlético Juventus | Evolução do escudo do Clube Atlético Juventus | Evolução do escudo do Clube Atlético Juventus | Evolução do escudo do Clube Atlético Juventus | Evolução do escudo do Clube Atlético Juventus | Evolução do escudo do Clube Atlético Juventus |
| 1924                                          | 1929                                          | 1931                                          | 1934                                          | 1938                                          | 1954                                          | 1986                                          | 2015                                          |
| --------------------------------------------- | --------------------------------------------- | --------------------------------------------- | --------------------------------------------- | --------------------------------------------- | --------------------------------------------- | --------------------------------------------- | --------------------------------------------- |

## Patrimônio

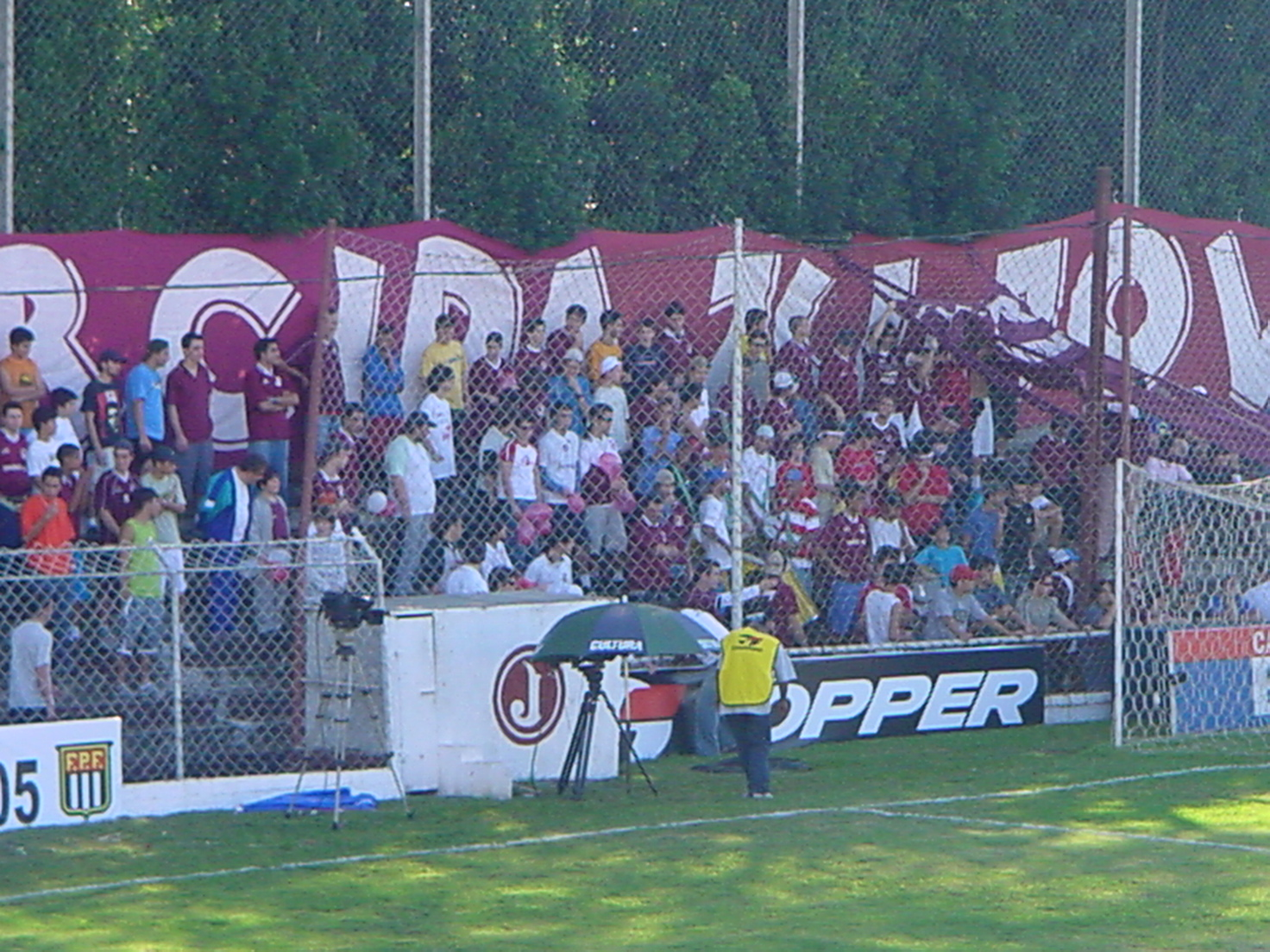
Os juventinos mais fanáticos costumam se concentrar no setor atrás do gol.

### Estádio
Um ano após sua fundação do clube, a família do Conde Rodolfo Crespi cedeu um terreno em sua propriedade privada para a construção de campo de futebol. Localizado então Alameda Javry, nº 117, atual Rua Javari, aquele espaço originalmente era utilizado como cocheira para os cavalos do empresário que participavam regularmente de provas no antigo Hipódromo da Mooca.
Ali foram erguidos as primeiras arquibancadas de madeira para comportar torcedores e o campo de futebol do CR Crespi, conhecido popularmente como campinho da Rua Javari, e futuramente batizado como Estádio Conde Rodolfo Crespi. A inauguração ocorreu em 10 de novembro de 1929 com um amistoso contra a Roma, vencida por 2-1 pelos visitantes.
Na década de 1940, o clube investiu na modernização de sua praça esportiva. Após alguns meses de reformas, o estádio foi reinaugurado em 13 de julho de 1941 com amistoso entre Juventus e Corinthians. Contando com um público estimado em 15 mil pessoas, os corintianos venceram os mandantes por 3-1, com gols de Carlinhos, Servílio e Teleco para o time do Parque São Jorge e Ferrari para os juventinos.
Embora fosse utilizado para as atividades esportivas do clube desde 1929, o estádio da Rua Javali pertenceu formalmente pertencia à família Crespi até 1946, quando foi vendido para Cotonifício Rodolfo Crespi. Em 25 de maio de 1976, o clube comprou o estádio junto à antiga empresa.

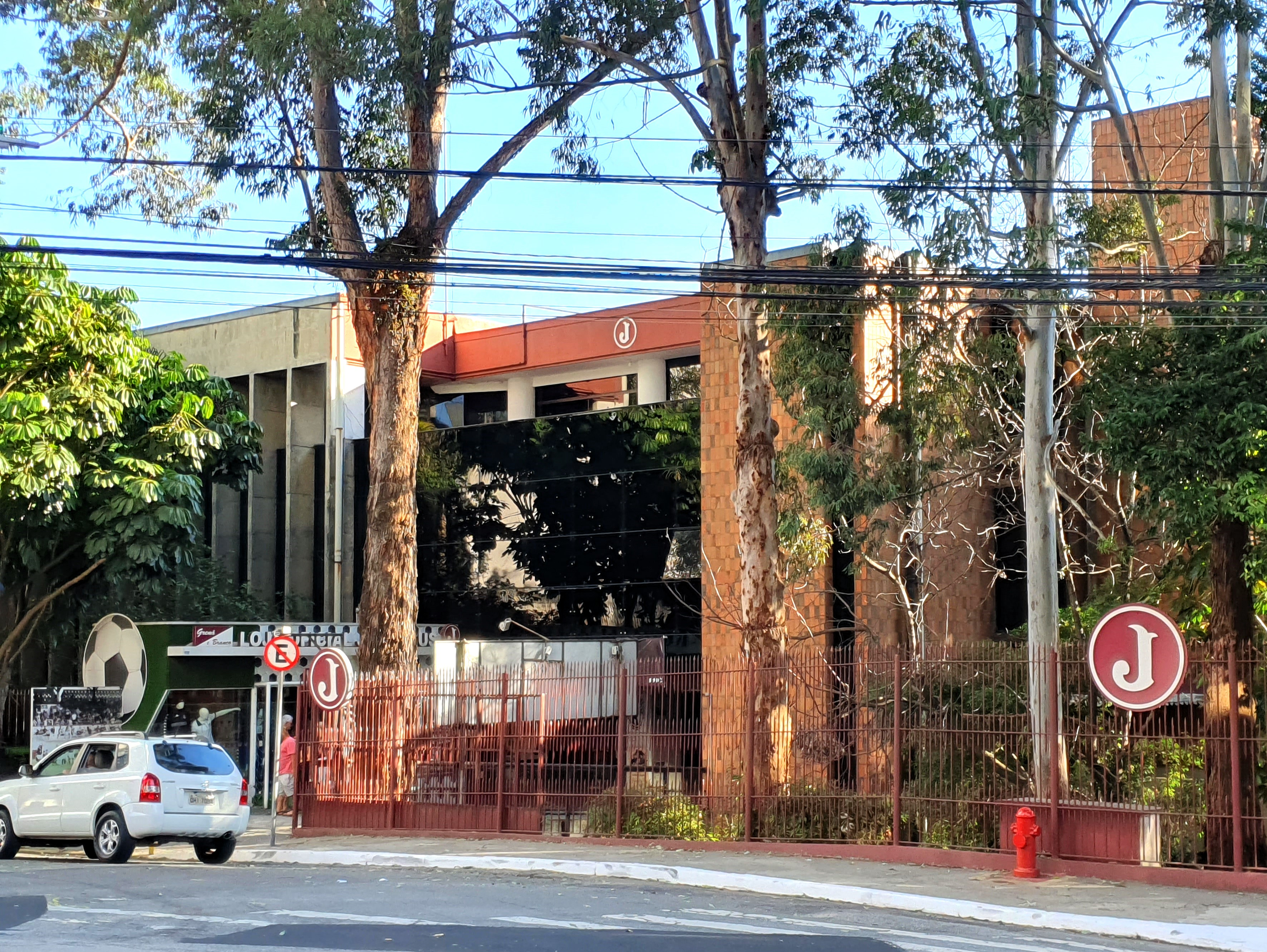
Sede social do Clube Atlético Juventus

### Clube social
Apesar das dificuldades financeiras, a diretoria do Juventus resolveu investir na construção de um espaço poliesportivo em um terreno adquirido da Companhia Imobiliária Parque da Mooca. Os recursos para a aquisição do imóvel e construção do clube viriam da venda de títulos patrimoniais, cujo planejamento e operacionalização ficaram a cargo da Companhia Santa Paula Melhoramentos. Em 15 de abril de 1962, foi lançada a pedra fundamental do parque poliesportivo que resultaria na sede social do clube, com uma área de aproximadamente 80 mil m², no Parque da Mooca.

## Rivalidades
O principal rival do clube é a Portuguesa de Desportos. Quando as duas equipes se encontram, esse duelo é conhecido como o Derby dos Imigrantes, em referência ao fato de ambos terem sido fundados por imigrantes — no caso do rival, por portugueses. A série começou na década de 1930, quando os dois clubes ainda eram organizações amadoras. O primeiro derby entre os dois clubes foi realizado em 18 de maio de 1930, com uma vitória por 3-1 para a Portuguesa. Já a primeira vitória do Juventus sobre o rival foi por 3-1 em 5 de junho de 1932.
Outro rival Juventino é o Nacional, com quem faz o Juvenal Paulista.

## Torcedores

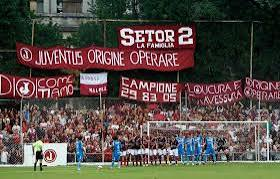
A barra brava "Setor 2" fazendo a festa.

O Juventus tem sua base de torcedores principalmente entre moradores do bairro da Mooca, em São Paulo. Embora o clube não corresponda com bons resultados, o Juventus tem uma torcida muito presente e apaixonada, embora o clube atualmente não esteja frequentando as primeiras competições do futebol nacional, o Juventus sempre teve uma boa média de público, médias que se podem comparar até mesmo com clubes da Série B do Brasileiro. 
As duas torcidas organizadas atuantes do clubes são a Torcida Ju Jovem e a Setor 2. As duas torcidas sempre se fazem presente não importa aonde joga o time.
A Torcida Ju Jovem é a Torcida Organizada mais antiga do Clube. Fundada em 1981, a torcida sempre se fez presente nos jogos do clube, independente em que estádio o Juventus joga.
A Setor 2 tem como estilo de torcida Barra Brava, a torcida apoia o time independente do resultado durante os 90 minutos. Tem como lema "Juve ou Nada" deixando claro a posição de muitos torcedores do Juventus ser contra o torcedor misto, porém não é a opinião de todos.

## Jogadores

### Maiores ídolos
- Ataliba[16]
- Wilson Buzzone[16][17]
- Clóvis[16]
- Lima[16]
- Pando[16]
- Gatãozinho [18]

## Quadro técnico

### Treinadores
Alguns dos tantos treinadores que passaram pelos Clube Atlético Juventus (ao longo da história)
- Milton Buzetto - Buzetto
- Clóvis Nori - Professor Clovis Nori
- Sylvio Pirillo - Pirilllo
- Bauer - Bauer
- László Székely - László
- Alejandro Galán - Jim López ou Jim Lopes
- Caetano de Domenico - Domenico
- José Cândido Sotto Maior - Candinho
- José Luiz Carbone - Carbone
- Paschoal Roberto Benvenuto - Écio Pasca
- Luíz Carlos Ferreira - Ferreirão
- José Carlos Serrão - Serrão
- João Francisco Marçal - Marçal
- José Carlos Fescina - Fescina
- Sérgio Soares da Silva - Sérgio Soares
- Carlos Eduardo Marangon - Edu Marangon
- Márcio Bittencourt - Márcio Bittencourt
- Rodrigo Santana

## Títulos
| NACIONAIS | NACIONAIS                       | NACIONAIS | NACIONAIS                |
|           | Competição                      | Títulos   | Temporadas               |
| --------- | ------------------------------- | --------- | ------------------------ |
|           | Campeonato Brasileiro – Série B | 1         | 1983                     |
| ESTADUAIS |                                 |           |                          |
|           | Competição                      | Títulos   | Temporadas               |
|           | Campeonato Paulista             | 1         | 1934**                   |
|           | Campeonato Paulista – Série A2  | 2         | 1929* e 2005             |
|           | Copa Paulista                   | 1         | 2007                     |
| TOTAL     |                                 |           |                          |
|           | Competição                      | Títulos   | Temporadas               |
|           | Títulos oficiais                | 5         | 1 Nacional e 4 Estaduais |

* Em 1929 a agremiação se chamava Cotonifício Rodolfo Crespi Futebol Clube
** Em 1934 a agremiação se chamava Clube Atlético Fiorentino

### Outras conquistas

#### Internacionais
- Torneio Internacional do Japão: 1974

#### Estaduais
Torneio Copa Brasil-São Paulo: 1927
- Torneio Jânio Quadros: 1953
- Torneio Início Paulista: 1986
- Troféu Paulo Machado de Carvalho (Torneio Paulistinha): 1971
- Campeonato Paulista (2º Divisão – 2º Quadro): 1927, 1928
- Campeonato Paulista Amador: 1934 (invicto)
- Torneio de Inauguração do Pacaembu: 1940
- Torneio Eliminatório Paulista: 1961 (invicto)
- Campeonato Estadual Amador: 1934 (invicto)

### Categorias de base
- Copa São Paulo de Futebol Júnior: 1985
- Taça SBS de Juniores (Japão): 1986[19]

## Estatísticas

### Participações
|  | Participações em 2025 |

| Competição | Competição            | Temporadas | Melhor campanha     | Estreia | Última | A | R |
| São Paulo  | Campeonato Paulista   | 72         | Campeão (1934)      | 1930    | 2008   |   | 2 |
| São Paulo  | Série A2              | 15         | Campeão (2005)      | 1955    | 2025   | 4 | 2 |
| São Paulo  | Série A3              | 5          | 3º colocado (2015)  | 2010    | 2015   | 2 | – |
| São Paulo  | Copa Paulista         | 22         | Campeão (2007)      | 2001    | 2025   |   |   |
| Brasil     | Campeonato Brasileiro | 1          | 36º colocado (1983) | 1983    | 1983   |   | 1 |
| Brasil     | Série B               | 11         | Campeão (1983)      | 1980    | 1998   | – | 1 |
| Brasil     | Série C               | 8          | Vice-campeão (1997) | 1994    | 2007   | 1 | – |
| Brasil     | Copa do Brasil        | 1          | 2ª fase (2008)      | 2008    | 2008   |   |   |

### Temporadas
Legenda:
| Campeão Vice-campeão Eliminado nas semifinais | Campeão e promovido à divisão superior Vice-campeão e/ou promovido à divisão superior Rebaixado à divisão inferior | Classificado à fase de grupos da Copa Libertadores Classificado à fase preliminar da Copa Libertadores Classificado à Copa Sul-Americana |

### Retrospecto em competições oficiais
Última atualização: Série C de 2007.
| Competição | Competição            | Temporadas | Títulos | Pts. | J   | V  | E  | D  | GP  | GC  |
| ---------- | --------------------- | ---------- | ------- | ---- | --- | -- | -- | -- | --- | --- |
| Brasil     | Campeonato Brasileiro | 1          | —       | 5    | 8   | 1  | 3  | 4  | 5   | 10  |
| Brasil     | Série B               | 12         | 1       | 147  | 128 | 49 | 44 | 35 | 141 | 114 |
| Brasil     | Série C               | 7          | —       | 122  | 77  | 36 | 21 | 20 | 106 | 78  |

### Partidas históricas
- Juventus 1 – 0 CSA 1983 – Jogo Final do Campeonato Brasileiro Série B de 1983.
- Juventus 4 – 1 São Paulo 1986 – Campeonato Paulista
- Santos 1 – 3 Juventus 1986 – Campeonato Paulista
- Juventus 1 – 0 Fluminense 1998 – Campeonato Brasileiro Série B (disputado em Osasco - gol de Ramos)
- Juventus 2 – 1 Noroeste 2005 – Final do Campeonato Paulista (A-2)
- São Paulo 0 – 1 Juventus 2006 – Campeonato Paulista (Juventus "carimba a faixa" de Campeão Mundial, do rival, em pleno Morumbi)
- Juventus 2 – 3 Linense 2007 – Final da Copa FPF (Campeão da Copa Federação Paulista de 2007)
- Juventus 5 – 1 Coruripe 2008 – Primeira vitória do clube na Copa do Brasil (que ainda reverteu o placar do 1º jogo: 4–1, e deu ao Juventus-SP a vaga para a 2ª Fase da Copa do Brasil de 2008).
- Juventus 3 – 2 Portuguesa 2008 - Último Derby dos Imigrantes na primeira divisão do Campeonato Paulista.
- Juventus 4 – 3 Taboão 2012 - Arranque para o acesso Série A-3, virada histórica Campeonato Paulista
- Juventus 4 - 1 Portuguesa 2019 - Derby dos Imigrantes na segunda divisão do Campeonato Paulista.

### Jogos internacionais
1929
- 10 de novembro de 1929 - Juventus 1-2 Roma - amistoso no Brasil[13]

1953
- 12 de maio - Las Palmas 1–2 Juventus - amistoso na Espanha
- 17 de maio - Sampdoria 1–2 Juventus - amistoso na Itália
- 22 de maio - Norrköping 1–2 Juventus - amistoso na Suécia
- 28 de maio - Malmo 1–0 Juventus - amistoso na Suécia
- 30 de maio - Preußen Dellbrück 2–3 Juventus - amistoso na Alemanha
- 4 de junho - Napoli 3–2 Juventus - amistoso na Itália
- 10 de junho - AS Roma 1–2 Juventus - amistoso na Itália
- 11 de junho - Basel 4–3 Juventus - amistoso na Suíça
- 15 de junho - Servette 0–1 Juventus - amistoso na Suíça
- 17 de junho - Austria Viena 2–0 Juventus - amistoso na Áustria
- 19 de junho - Basel 1–1 Juventus - amistoso na Suíça
- 21 de junho - Lausanne 1–2 Juventus - amistoso na Suíça
- 23 de junho - Sturm Graz 0–3 Juventus - amistoso na Áustria
- 25 de junho - Crvena Zvezda 0–0 Juventus - amistoso na Iugoslávia
- 28 de junho - Partizan 1–2 Juventus - amistoso na Iugoslávia

1956
- 19 de maio - Atlético Tucumán 1–2 Juventus - amistoso na Argentina
- 20 de maio - Combinado de Tucumán 1–3 Juventus - amistoso na Argentina
- 23 de maio - Liga Cultural 0–0 Juventus - amistoso na Argentina
- 25 de maio - Talleres 0–0 Juventus - amistoso na Argentina
- 27 de maio - Combinado de Villa Maria 2–1 Juventus - amistoso na Argentina
- 31 de maio - Boca Juniors 4–1 Juventus - amistoso na Argentina

1974
- 13 de janeiro - Seleção do Japão 0–2 Juventus - Torneio Internacional do Japão[5]
- 15 de janeiro - Constanţa 1-2 Juventus - Torneio Internacional do Japão[5]
- Seleção de Hong Kong 0-1 Juventus - Torneio Triangular de Hong Kong
- 27 de janeiro - Sporting CP 1-0 Juventus - Torneio Triangular de Hong Kong

1989
- 3 de setembro - Juventus 1-0 Al Shabab[20]

## Clubes homônimos
- O Grêmio Esportivo Juventus, que atua no futebol de Santa Catarina.
- O Juventus Atlético Clube, que atua no futebol do Rio Grande do Sul.
- O Atlético Clube Juventus, que atua no futebol do Acre.
- O Juventus Esporte Clube, que atua no futebol do Amapá.
- O Juventus Futebol Clube, que atua no futebol do Rio de Janeiro.
- O Associação Atlética Juventus Minasnovense, que atua no futebol de Minas Gerais.
- O Juventus Esporte Clube de Guariba do interior de São Paulo (atualmente extinto).
- O Clube Atlético Juventus de Seara, que atua no futebol de Santa Catarina.
- O Clube Atlético Juventus de Divinópolis,que atua no futebol de Minas Gerais.

## Outros departamentos

### Categorias de base: títulos
| NACIONAIS | NACIONAIS                         | NACIONAIS | NACIONAIS                 |
|           | Competição                        | Títulos   | Temporadas                |
| --------- | --------------------------------- | --------- | ------------------------- |
| Brasil    | Copa São Paulo de Futebol Júnior  | 1         | 1985                      |
| ESTADUAIS |                                   |           |                           |
|           | Competição                        | Títulos   | Temporadas                |
| São Paulo | Campeonato Paulista – Sub-17      | 2         | 1988 e 1998               |
| São Paulo | Campeonato Paulista – Sub-15      | 4         | 1967, 1972, 1987 e 2001   |
| São Paulo | Copa São Roque Sub-20             | 2         | 2012 e 2015               |
| São Paulo | Campeonato Paulista Aspirantes    | 2         | 1984 e 1985               |
| São Paulo | Taça Cidade de São Paulo – Sub 17 | 1         | 2008                      |
| TOTAL     |                                   |           |                           |
|           | Competição                        | Títulos   | Temporadas                |
|           | Títulos oficiais                  | 12        | 1 Nacional e 11 Estaduais |

### Títulos do futebol feminino
| NACIONAIS | NACIONAIS                               | NACIONAIS | NACIONAIS  |
|           | Competição                              | Títulos   | Temporadas |
| --------- | --------------------------------------- | --------- | ---------- |
| São Paulo | Campeonato Paulista de Futebol Feminino | 1         | 1987       |
| TOTAL     |                                         |           |            |
|           | Competição                              | Títulos   | Temporadas |
|           | Títulos oficiais                        | 1         | 1 Estadual |